# David Orlic
David Orlic, född 1982, är en svensk skribent, företagsledare och opinionsbildare. 

## Bakgrund
David Orlic är uppvuxen i Västerås och verksam i Stockholm. Han har en diplomexamen från Berghs School of Communication, en fil.kand. i litteraturvetenskap från Uppsala universitet och en MBA från Oxfords universitet. 

## Karriär
David Orlic inledde sin karriär i kommunikationsbranschen som copywriter på Garbergs och mottog Kycklingstipendiet vid Guldägget 2007. Vid 26 års ålder grundade han byrån Volontaire 2009 och var vice vd fram till 2017, då han utsågs till vice vd och innovationschef på Prime. 2020 grundade han ett eget utvecklingsbolag för att utforska nya idéer inom kultur, politik och teknologi.
David Orlic har belönats med ett hundratal svenska och internationella priser, däribland Grand Prix vid Cannes Lions för arbetet med Sveriges officiella twitterkonto. Han utsågs till en av Sveriges 101 Supertalanger 2018 och en av Näringslivets 150 Superkommunikatörer 2019.
David Orlic var styrelseordförande i KOMM, branschförbundet för Sveriges kommunikationsbyråer, från 2015 fram till 2019 då han efterträddes av Helena Westin. 
2021 medgrundade han mobilapplikationen Anyone, med målet att göra vemsomhelst tillgänglig för ett fem minuter långt samtal. Anyone utsågs 2022 till en av Europas hetaste startups av tidningen Wired, en World Changing Idea av Fast Company och en av Sveriges bästa nya innovationer av Brilliant Minds.

## Opinionsbildning
David Orlic har varit rådgivare till Socialdemokraterna i två valrörelser: 2014 och 2018. Som kommunikationsexpert kommenterar han regelbundet politik i svensk public service, såväl valrörelser i Europa och USA som aktuella kriser.
2015 grundade han talangakademin :Part tillsammans med Lamin Sonko och Maja Bredberg. Via :Part har över 2 000 ungdomar från Stockholms ytterstadsdelar fått sommarjobb och praktikplatser i den kreativa sektorn och startup-ekosystemet. Han har även varit med och startat Järvaveckan tillsammans med Ahmed Abdirahman och är styrelseledamot i stiftelsen The Global Village.
2019 lanserades podcasten Orlic &, i vilken David Orlic möter kända kreatörer och opinionsbildare. Lotta Lundgren, David Sundin, Anna Qvennerstedt, Daniel Redgert, Arvida Byström och Nina Åkestam har alla varit gäster.
Som skribent har han publicerat essäer i bland annat tidskrifterna Fronesis och Tiden.